# Hexachlorobutadiène
L’hexachlorobutadiène est un composé chimique de formule C4Cl6. Il s'agit d'un diène conjugué dérivé du buta-1,3-diène C4H6. C'est un liquide incolore, très faiblement soluble dans l'eau, à faible odeur de térébenthine.

## Synthèse
L'hexachlorobutadiène est obtenu par chloration de l'oxyde d'hexyle ou à partir de polychlorobutanes, hexachlorobutène et butadiène,.
Il est un également sous-produit de la production de solvants chlorés, notamment le perchloroéthylène et le trichloroéthylène,,

## Utilisation
Il est utilisé en tant qu'intermédiaire de fabrication de caoutchouc naturel, synthétique et autres polymères. Il est également utilisé en tant que solvant pour élastomère, fluide hydraulique ou encore fluide caloporteur,,.
Par réaction avec du fluorure de potassium, KF, il produit de l'hexafluoro-2-butyne.

## Toxicité
L'hexachlorobutadiène produit une toxicité systémique après une exposition par voie orale, par inhalation ou par voie cutanée. Les effets peuvent inclure une dégénérescence du foie, une dépression du système nerveux central, une hyperplasie épithéliale tubulaire ou une cyanose. 
Il est classé parmi les cancérogènes du groupe 3 par le CIRC et est inclus en 2015 dans l'Annexe A de la Convention de Stockholm sur les polluants organiques persistants.
La ligne directrice fixée par l'OMS en 2006 recommande de ne pas dépasser une concentration d'hexachlorobutadiène de 0,6 µg/l dans l'eau potable.